# 160mm迫撃砲M-43
160mm迫撃砲M-43（ロシア語: 160-мм миномёт образца 1943 года）とは、第二次世界大戦中にソビエト連邦赤軍が開発・運用した160mm重迫撃砲である。MT-13やM1943の呼称も知られている。
M-43は第二次世界大戦中に赤軍が運用した中では最も重量のある迫撃砲で、525門が赤軍砲兵部隊に配備されていた。

## 概要
開発当初は単純に120mm迫撃砲PM-38のスケールアップで設計されていたが、40kgの砲弾を高さ3メートルの砲口に装填することがどんな兵士にも困難であることが明らかになると、後装式に再設計された。
160mm砲弾を発射する大きな反動を吸収するために駐退機を持っている。砲身は底盤と支持架に取り付けられており、振り子のように動いて砲尻を開けるような構造になっている。砲弾は装填台に乗せられて運ばれる。
砲本体もあまりに重いため、車輌での牽引を前提に車輪を装備している。
ソ連軍は、1個迫撃砲旅団につき32門の160mm迫撃砲を配備した。旅団は、各々8門の迫撃砲を装備する4つの大隊で編成された。
第二次世界大戦後、M-43の砲身長を約1.5倍に延長し、射程も約1.5倍に改良された160mm迫撃砲M-160が開発されると、M-43はソビエト連邦軍からは徐々に退役したが、余剰化したM-43はM-160やM-160の中国生産型の56式などと共に東側諸国や中東諸国に輸出され、朝鮮戦争、中東戦争やベトナム戦争などで使用された。輸出先の軍でも現在では多くが退役しているが、北朝鮮やベトナムなど一部の国では2010年代においても現役装備とされている。